# Felice Herrig

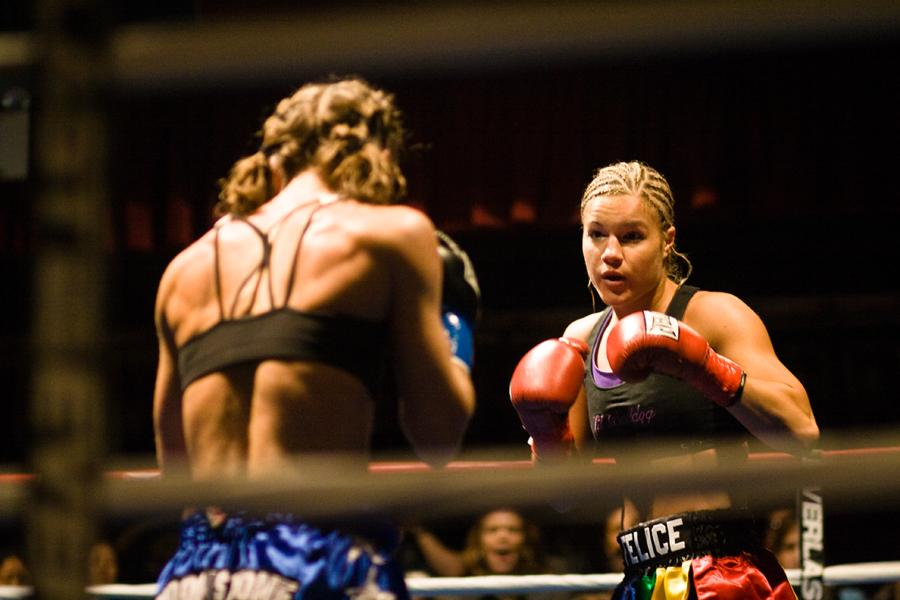
Felice Herrig (2009)

Felice Nicole Herrig (* 18. September 1984 in Buffalo Grove, Illinois) ist eine US-amerikanische Kickboxerin und MMA-Kämpferin im Weltverband WAKO.

## Leben
Herrig wurde in Buffalo Grove, Illinois geboren und begann ihre Karriere als Kickboxerin und Muay Thai, bis sie 2009 in die MMA aufgenommen wurde. Herrig absolvierte die Buffalo Grove High School im Jahr 2003. 2005 und 2006 wurde sie Nordamerikanische Meisterin der WAKO im Bantamgewicht. Sie nahm auch an der World Combat League teil.